# 夏枯草
夏枯草（學名：Prunella vulgaris），別稱麥穗夏枯草、鐵線夏枯草(雲南)、鐵色草(本草綱目)、乃東(本草綱目)、燕面(本草綱目)、白花草、六月干、大頭花、棒槌草等，為唇形目唇形科植物。一般是在夏季採取半乾燥果穗入藥，但在台灣市場多見全草使用。在一般涼茶舖都有賣夏枯草飲料。主要生長於疏林、荒山、田埂及路旁，花期4－6月，果期7－10月。由於此草夏至後即枯，故有此名。
属名Prunella为林奈错误拼写Brunella，原词为德语中治疗扁桃体脓肿之意。

## 分佈
分佈於中國大陸、台灣 、日本、朝鮮、印度、马来西亚、巴基斯坦、尼泊爾、不丹、北非、歐洲及西伯利亞等地也有分佈。中國大陸分佈於四川、雲南、貴州、廣西、廣東、福建、浙江、江西、湖南、湖北、陝西、甘肅、新疆及河南等地。

## 形態特徵

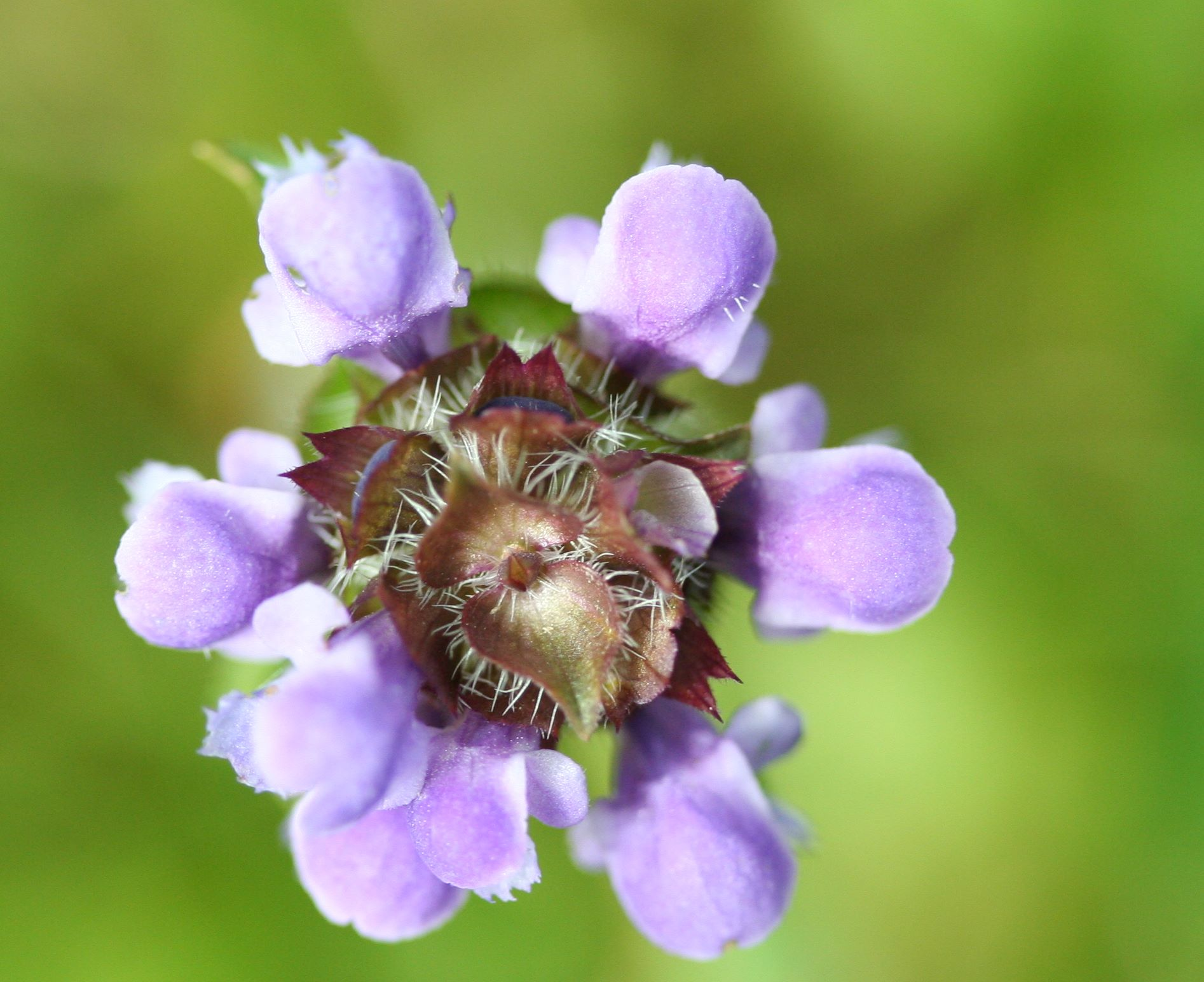
花序

夏枯草是一種多年生草本植物。匍匐莖，節上長有鬚根。莖四梭形直立，綠色或紫色，多自根莖分枝，散生具節硬毛或近無毛，高約20－35厘米。葉卵狀長圓形、狹卵狀長圓形或卵圓形，先端鈍尖，基部圓形至寬楔形，下延至葉柄成狹翅，全緣或不明顯的波狀齒，葉表面暗綠色，背面淡綠色，兩面均無毛或有時散生具節硬毛且夾有白色腺點，長約1.5－6厘米，寬約0.7－2.5厘米；葉柄長約0.5－2.5厘米。花為輪傘花序密集組成頂生的假穗狀花序，長約2－4厘米，花序下方的一對苞片像葉；花苞片寬心形，先端驟尖，外面中部以下沿脈披具節硬毛，內面無毛，通常長約7毫米，寬約1.1厘米；花萼呈鐘狀，二唇形，上唇扁平近圓形，先端有3個不明顯的短齒，中齒寬大，外面上部無毛，下部具毛，下唇2裂片狹三角狀披針形，先端漸尖 ，緣披具有節硬毛，果時花萼閉合；花冠紫色、藍色或紅紫色，長約1.3厘米，冠筒內面近基部有短毛及鱗片狀毛環，外面無毛，長約7毫米，冠檐二唇形，上唇近圓形，稍盔狀，先端微凹，背部無毛或不明顯具毛，下唇3裂，中裂片較大，2側裂片較小，長圓形，反折下垂；雄蕊4枚，前對較長，上升至上唇片之下稍外露，花絲無毛略為扁平，前對先端2裂，1裂片能育有花葯，另一裂片鉆形，長過花葯，直立或彎曲，後對花絲不育呈瘤狀突出，花葯2室，叉開；花柱無毛，柱頭2裂相等，裂片鉆形；花盤平頂，外彎；子房無毛。果為小堅果，長圓狀卵形，頂端渾圓，背腹略為扁平，無毛，黃褐色，長約1.8毫米，寬約0.9毫米。

## 醫藥用途

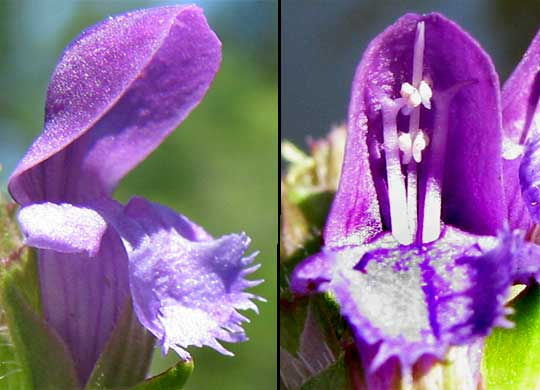
花的特写

中药学认为夏枯草性味辛、苦，性寒，歸肝、膽經，無毒，全草入藥。整個植株的地上部份，可治牙齦出血、咽喉疼痛、痔瘡及月經過多等，及有殺菌、收斂、促進傷口癒合及降血壓的作用。花穗能激活肝、膽以治療由肝功能失調所引起的精神緊張及結膜炎等，及具收斂作用。果穗具有散結，消腫，清火，明目的功效，可治口眼歪斜、目珠夜痛、目赤腫痛、頭痛暈眩、乳癰腫痛及高血壓等。
夏枯草亦為廣東涼茶夏桑菊、王老吉凉茶的主要原料之一。

## 安全性问题
有多项研究表明夏枯草能导致不良反应。夏枯草的乙醇提取液能抑制小鼠的细胞和体液免疫反应。皮下注射可使动物胸腺、脾脏明显萎缩，肾上腺明显增大；腹腔注射可使血浆皮质醇水平明显升高，外周血淋巴细胞数量明显减少。表明夏枯草可能是一种免疫抑制剂，长期或大量服用能使机体的免疫功能受到抑制。服用夏枯草水提物能使小鼠的血清丙氨酸基移换酶和血清天门冬氨基移换酶的值都明显升高，说明夏枯草有肝脏毒性作用。

## 延伸阅读
[在维基数据编辑]
 《植物名實圖考·夏枯草》，出自吳其濬《植物名實圖考》